# Dendrochilum crassifolium
Dendrochilum crassifolium är en orkidéart som beskrevs av Oakes Ames. Dendrochilum crassifolium ingår i släktet Dendrochilum och familjen orkidéer. Inga underarter finns listade i Catalogue of Life.